# Molineria latifolia

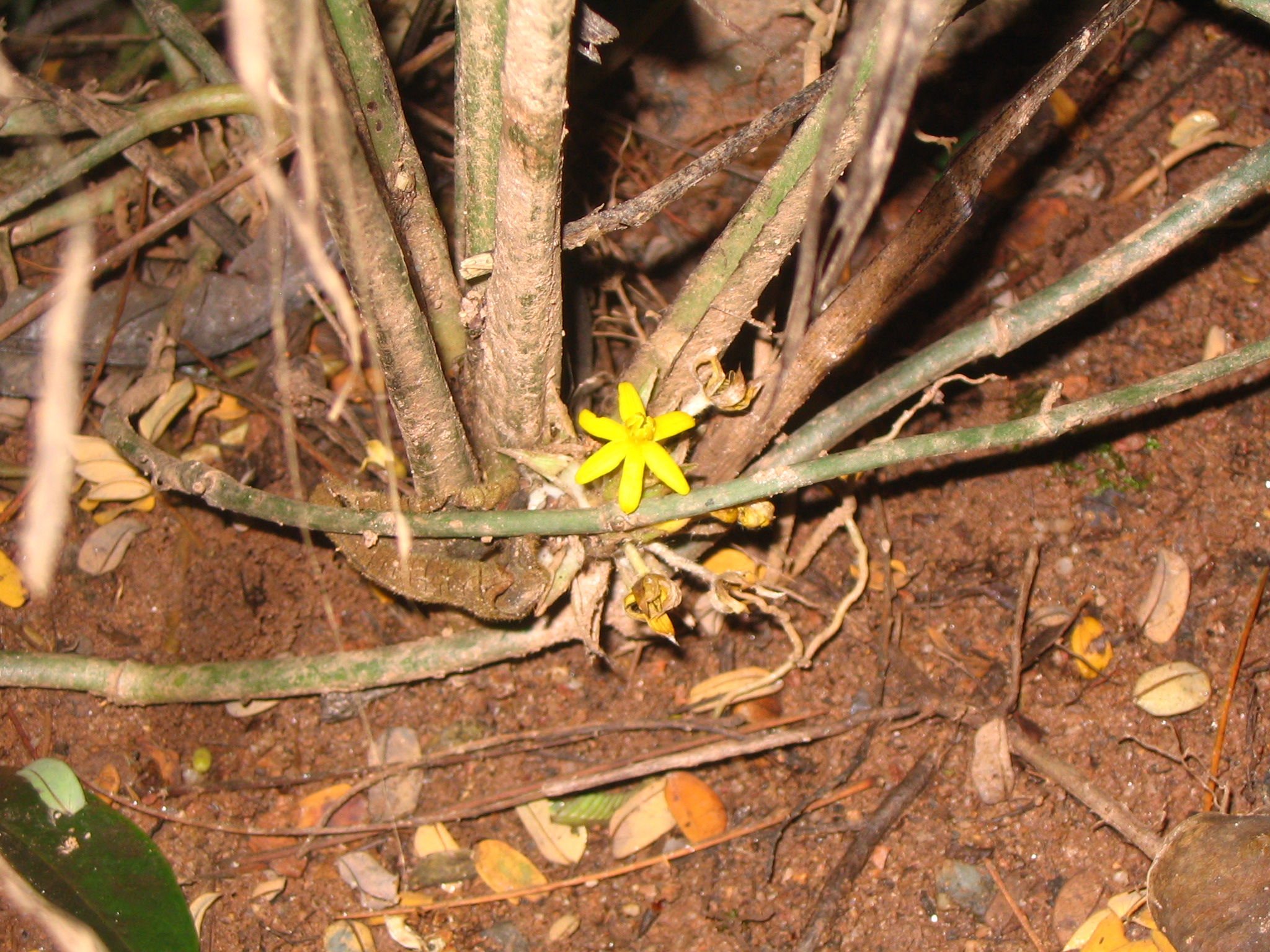
Hoa

Molineria latifolia là một loài thực vật có hoa trong họ Hypoxidaceae. Loài này được (Dryand. ex W.T.Aiton) Herb. ex Kurz mô tả khoa học đầu tiên năm 1864.